# Facundo Silva
Facundo Ezequiel Silva (La Plata, 19 gennaio 1991) è un calciatore argentino, centrocampista svincolato.

## Caratteristiche tecniche
È un centrocampista centrale.

## Carriera
Cresciuto nelle giovanili dell'Arsenal Sarandí, ha esordito il 21 giugno 2009 in occasione del match perso 3-0 contro l'Huracán

## Statistiche

### Presenze e reti nei club
Statistiche aggiornate al 13 marzo 2018.
| Stagione                  | Squadra                   | Campionato                | Campionato | Campionato | Coppe nazionali | Coppe nazionali | Coppe nazionali | Coppe continentali | Coppe continentali | Coppe continentali | Altre coppe | Altre coppe | Altre coppe | Totale | Totale | Totale |
| Stagione                  | Squadra                   | Comp                      | Pres       | Reti       | Comp            | Pres            | Reti            | Comp               | Pres               | Reti               | Comp        | Pres        | Reti        | Pres   | Reti   |        |
| ------------------------- | ------------------------- | ------------------------- | ---------- | ---------- | --------------- | --------------- | --------------- | ------------------ | ------------------ | ------------------ | ----------- | ----------- | ----------- | ------ | ------ | ------ |
| 2008-2009                 | Arsenal Sarandí           | PD                        | 2          | 0          | CA              | 0               | 0               |                    | -                  | -                  |             | -           | -           | 2      | 0      |        |
| 2009-2010                 | Arsenal Sarandí           | PD                        | 9          | 1          | CA              | 0               | 0               |                    | -                  | -                  |             | -           | -           | 9      | 1      |        |
| 2010-2011                 | Arsenal Sarandí           | PD                        | 5          | 0          | CA              | 0               | 0               |                    | -                  | -                  |             | -           | -           | 5      | 0      |        |
| Totale Arsenal            | Totale Arsenal            | Totale Arsenal            | 16         | 1          |                 | 0               | 0               |                    | -                  | -                  |             | -           | -           | 16     | 1      |        |
| 2011-2012                 | Defensa y Justicia        | BN                        | 17         | 0          | CA              | 1               | 1               |                    | -                  | -                  |             | -           | -           | 18     | 1      |        |
| 2012-2013                 | Defensa y Justicia        | BN                        | 3          | 0          | CA              | 1               | 0               |                    | -                  | -                  |             | -           | -           | 4      | 0      |        |
| Totale Defensa y Justicia | Totale Defensa y Justicia | Totale Defensa y Justicia | 20         | 0          |                 | 2               | 1               |                    | -                  | -                  |             | -           | -           | 22     | 1      |        |
| 2013-2014                 | San Jorge                 | TA                        | 13         | 7          | CA              | 0               | 0               |                    | -                  | -                  |             | -           | -           | 13     | 7      |        |
| 2014-2015                 | San Martín (T)            | TA                        | 8          | 1          | CA              | 2               | 2               |                    | -                  | -                  |             | -           | -           | 10     | 3      |        |
| 2015                      | Central Córdoba (R)       | BN                        | 32         | 2          | CA              | 0               | 0               |                    | -                  | -                  |             | -           | -           | 32     | 2      |        |
| 2016                      | Godoy Cruz                | PD                        | 12         | 0          | CA              | 3               | 1               |                    | -                  | -                  |             | -           | -           | 15     | 1      |        |
| 2016-2017                 | Godoy Cruz                | PD                        | 18         | 0          | CA              | 0               | 0               | CL                 | 3                  | 0                  |             | -           | -           | 21     | 0      |        |
| Totale Godoy Cruz         | Totale Godoy Cruz         | Totale Godoy Cruz         | 30         | 0          |                 | 3               | 1               |                    | 3                  | 0                  |             | -           | -           | 36     | 1      |        |
| 2017-2018                 | Colón (SF)                | PD                        | 5          | 0          | CA              | 0               | 0               | CS                 | 1                  | 0                  |             | -           | -           | 6      | 0      |        |
| Totale carriera           | Totale carriera           | Totale carriera           | 124        | 11         |                 | 7               | 4               |                    | 4                  | 0                  |             | -           | -           | 135    | 15     |        |

## Palmarès

### Club

#### Competizioni internazionali
- Coppa Suruga Bank: 1

Arsenal: 2008